# 本名正憲のきょうもゴゴイチ
本名正憲のきょうもゴゴイチ（ほんなまさのりのきょうもごごいち）は、2003年3月31日から2010年3月まで中国放送（RCCラジオ）で放送されていたラジオ番組。

## 概要
2003年春にRCCラジオが行った平日朝～午後のワイド番組大改編の一環として『寺内優のおはようラジオ』『平成ラヂオバラエティごぜん様さま』と共に開始。それまで月曜日～木曜日に放送されていた「なんでもジョッキー」（1975～2003）と金曜日に放送されていた「フライデースクープ!西田篤史のラジきんぎょ」（2000～2003）の後継番組であった。
- リスナーからのメールを随時受け付けており、本名正憲アナの目にとまったメールにはRCCオリジナルキャラクターのグッズや番組特製風呂敷（通称オールイン風呂敷）が進呈されていた。初代は紺色、二代目は赤色であった。通称名の「オールイン」とは広島東洋カープの2006、2007年度のキャッチフレーズであった。
- 毎日出題されるクイズコーナー「今日の数字」では、その日に発行された新聞・雑誌の中から数字にまつわるクイズが出題されていた。が、一般的なクイズと異なるのは回答するリスナーの多くが正解ではなく、ジョークをメールする（番組内では「ボケ回答」と呼ばれる）事もこのコーナーの特徴であった。正解を探るよりもいかにボケるか、がリスナーの力量との認識が双方にあり、ボケで名を売る名物リスナーも少なくなかった。なお、晩期では変則的だが正解者に抽選でプレゼントがあった。ちなみにこのコーナーは現在（2010年4月～）「本名正憲のおはようラジオ」にも移植されている（実際は元番組に戻った形）。
- 日替わりコーナーの中では色々特筆すべきコーナーも多かった。月曜日の「集まれ大きなお友だち」では、本名アナの気分でお題を出題し、次週のコーナー内でその回答を発表、優秀作とされる作品に三千円の商品券が贈られていた。そのお題は例えば「ハンカチ王子、ハニカミ王子に続く次の王子は？」「もうあなたは逃げられない、○○探知犬！」「駄洒落キング選手権！」などと毒にも薬にもならない内容ばかり。馬鹿馬鹿しいながらも投稿の量は多数であった。また火曜日の「クイズ・おタックNo1」では、懐かしのアニメ・特撮・時代劇・ドラマなどを基にしたクイズをリスナーから募集し、それを出題するという誠に他力本願なコーナーであった。しかしなかなかマニアックなクイズが多く、このコーナーを期待するリスナーは多かった。こちらはクイズの正解者ではなく、出題者に三千円の商品券が贈られていた。

2010年4月に昼のワイド番組が改編となり、約7年間の放送に終止符を打った。2010年4月～からは12：00～14：00は「桑原しおりの基町こまち」、14:00～17:00（金曜日16:50）は「道盛浩のバリシャキNOW」に引継ぎされている。

## 放送時間
- 毎週月曜日 - 金曜日 13:00 - 17:00（JST）（2003年4月 - 2007年4月）
- 毎週月曜日 - 金曜日 12:00-15:00（JST）（2007年4月 - 2010年3月）

## 出演者

### パーソナリティ
- 本名正憲（RCCアナウンサー）

2000年4月から3年間務めた『本名正憲のおはようラジオ』を一旦終了させて異動してきた。本番組終了後は再び『おはようラジオ』へと戻っている。

### アシスタント
- 斉藤裕子（フリータレント、2004年7月～2010年3月29日：月曜日担当（アシスタント5人体制前は火曜日も担当）
- 栗栖美和（フリータレント、2009年4月～2010年3月30日：火曜日担当）
- 田口麻衣（RCCアナウンサー、2008年4月～2010年3月31日：水曜日担当（アシスタント5人体制前は木曜日も担当）

2003年4月～2006年1月にも担当していた〔当時は金曜日担当〕が出産・育児休暇に入ったため降板した）
- 和佐由紀子（RCCアナウンサー、2009年4月～2010年4月1日：木曜日担当）
- 藤村伊勢（RCCアナウンサー、2006年2月～2010年4月2日：金曜日担当）
- 福田真知子（タレント、2003年3月～2004年6月）
- 吉田幸アナウンサー（2005年9月～2008年3月）

## タイムテーブル

### 2003年3月31日～2007年4月
- 13:00   オープニング
- 13:09   本名のWhat's New?
- 13:21   こんなこと聞きたい!
- 13:32   街角ステーション走れラジオカー
- 13:43   ゴゴイチ掲示板
- 13:52   交通情報
- 13:55   中国新聞ニュース
- 14:05   ゴゴイチ耳学問
- 14:16   昼下がりのジュークボックス
- 14:29   ジャパネットたかたラジオショッピング
- 14:36   お便りコーナー
- 14:46   備後コーナー
  - 月曜日…ふるさとエコクラブ
  - 火曜日…BINGO!イベントどんぶり
  - 水曜日…びんごお祭り倶楽部
  - 木曜日…びんご筋肉プロジェクト
  - 金曜日…くらしの便利手帳
- 14:52   交通情報
- 14:55   中国新聞ニュース
- 15:00   基町ミーハー情報局
- 15:10   ゴゴイチ編集部
- 15:29   日替わりコーナー
  - 月曜日…オヤジの赤ちょうちん
  - 火曜日…一品入魂夢ぷらクイズ
  - 水曜日…なごみの国とっとり散歩道
  - 木曜日…あっぱれ!ひろしま日本一!!
  - 金曜日…桜井くん登場
- 15:43   天気予報
- 15:47   交通情報
- 15:55   中国新聞ニュース
- 16:00   フリートーク＆お便り
- 16:03   今日の数字 出題
- 16:06   川中美幸 人・うた・心（提供：雲海酒造）
- 16:16   ゴゴイチ・ホットライン
- 16:27   ゆうちょほがらかトーク 中村雅俊マイ・ホームページ → ENEOSクルージングタイム 中村雅俊マイ・ホームページ（提供：2003年3月31日～2004年3月31日/郵便貯金→2004年4月1日～2007年3月/新日本石油）
- 16:37   今日の数字クイズ正解発表
- 16:40   ENEOSドライビングハイウェイ（提供：新日本石油）
  - 16:41   交通情報
- 16:55   エンディング

### 2009年4月～2010年3月
- 12:00   オープニング
- 12:05   今日の数字 出題（提供:水/平安堂梅坪・金/オタフクソース）
- 12:10   中国新聞ニュース
- 12:21   (月・火・木)ラジオカー中継（提供：毎月第3火曜日/広島県社会福祉協議会）
- 12:26   本名のWhat's New?
- 12:35   日本列島ほっと通信（提供:聖教新聞）
- 12:43   ラジオショッピング
- 12:50   交通情報・天気予報
- 12:55   中国新聞ニュース
- 13:00   今日の数字クイズ正解発表（提供:水/平安堂梅坪・金/オタフクソース）
- 13:12   ゴゴのかるちゃあ倶楽部
  - 月曜日…集まれ！大きなお友だち
  - 火曜日…クイズ・オタック・No1
  - 水曜日…ウンチク・is-No1（提供:サニクリーン広島、広島綜合警備保障）
  - 木曜日…ゲストコーナー「こんなこと聞きたい！」
  - 金曜日…一品入魂夢ぷらクイズ！（毎月最終週は「こんなこと聞きたい！」《ゴゴイチ特ダネ大賞》）

尚、曜日に拘らずこの時間帯に特別ゲスト出演時はコーナー休止となり、全て、ゲストコーナー「こんなこと聞きたい！」となっていた。
- 13:25   アシスタントチョイスミュージック
- 13:32  　ラジオカー中継
- 13:41   ドライバーズ・リクエスト（提供:全日本トラック協会）
- 13:50 火曜日～木曜日…エネルギアでんき予報（提供:中国電力）

　　　   　　  金曜日…松本裕見子が見つける こころのモデルハウス（提供:セントラルシティこころ）
- 13:52   交通情報
- 13:55   中国新聞ニュース（提供:月・水・金/洋服の青山）
- 14:00   ジャパネットたかたラジオショッピング
- 14:06   かるちゃあ倶楽部正解発表
- 14:05   日替わりコーナー
  - 月曜日…週間カープ
  - 火曜日…CM制作部
  - 水曜日…あなたが決める！ザ・B級ランキング
  - 木曜日…連続ラジオドラマ 愛の激情
  - 金曜日…広島音楽談義
- 14:30    月2回ひろしま元気カンパニー
- 14:40    交通情報＆天気予報
- 14:45    中国新聞ニュース（提供:月～木/三和シヤッター）
- 14:50    ラストの曲～エンディング

## 備考
- アシスタントの田口麻衣アナウンサーは「フライデースクープ!西田篤史のラジきんぎょ」のアシスタントを、元アシスタントの吉田幸アナウンサーは「なんでもジョッキー」のアシスタントをそれぞれ務めていた。田口アナウンサーは変動こそあったが2006年1月末で降板するまで前番組を含めて5年10ヶ月間金曜日の午後のワイド番組のアシスタントを務めたことになり、一方で2005年9月からこの番組のアシスタントになった吉田アナウンサーは久し振りの午後のワイド番組への復帰となった。2008年4月からは吉田(幸)アナウンサーが二度目の出産・育児休暇に入ることに伴い田口アナウンサーが担当曜日は異なるが約2年ぶりに午後のワイド番組に復帰することになった。
- 尚、2009年7月31日の放送で吉田幸アナウンサーが中国放送への復帰挨拶を行った。